# Evergreen-State-Klasse
Die Evergreen-State-Klasse ist eine Baureihe von drei Fähren, die von der US-amerikanischen Reederei Washington State Ferries bei der Puget Sound Bridge and Dredging Company in Puget Sound in Auftrag gegeben und in den Jahren 1954 bis 1959 in Dienst gestellt wurden. Die drei Schiffe werden seit 2015 von der Olympic-Klasse abgelöst und ausgemustert.

## Geschichte
Der Bau der drei Fähren der Evergreen-State-Klasse wurde 1951 beschlossen, um die größtenteils aus den 1920ern und 1930ern stammende Tonnage der Washington State Ferries zu ersetzen. Für das Design der Schiffe war der Konstrukteur W.C. Nickum verantwortlich. Das Typschiff Evergreen State wurde 1953 in der Puget Sound Bridge and Dredging Company in Puget Sound auf Kiel gelegt und im November 1954 in Dienst gestellt.
Die beiden Schwesterschiffe Klahowya und Tillikum wurden erst mehrere Jahre nach der Evergreen State 1958 und 1959 in Dienst gestellt. Die drei Fähren wurden auf verschiedenen Routen im Bundesstaat Washington eingesetzt und blieben über fünfzig Jahre (die Evergreen State sogar über sechzig Jahre) lang im Dienst.
Mit Indienststellung des ersten Schiffes der Olympic-Klasse im Jahr 2014 wurden die drei Einheiten der Evergreen-State-Klasse allmählich aus dem Verkehr gezogen. Als erstes Schiff wurde im Dezember 2015 die Evergreen State ausgemustert. Ihre Schwesterschiffe sollten ihr der Baureihenfolge nach in den Jahren 2017 und 2018 folgen. Während die Klahowya wie geplant 2017 ausgemustert wurde verlängerte Washington State Ferries die ursprünglich nur bis 2018 geplante Dienstzeit der Tillikum zuerst bis 2023, behielt das Schiff aber auch danach noch weiter im Dienst.

## Technik und Ausstattung
Die Fähren der Evergreen-State-Klasse sind in der Konstruktion fast identisch, unterscheiden sich aber unter anderem im Tiefgang und vor allem in der Passagierkapazität voneinander. So befördert die Tillikum bis zu 1.200 Passagiere, die Klahowya wiederum lediglich 800. Die Evergreen State liegt mit bis zu 981 Passagieren im Mittelfeld.
Alle Schiffe verfügen über mehrere große Sitzbereiche, Aufenthaltsräume und Restaurants, die im schlichten und funktionellen Stil eingerichtet sind. Angetrieben werden die Fähren von jeweils zwei Elektromotoren, die eine Leistung von insgesamt 2.583 PS erzeugen können. Die Höchstgeschwindigkeit liegt bei 16 Knoten, während die normale Reisegeschwindigkeit 13 Knoten beträgt.

## Einheiten
| Die Fähren der Evergreen-State-Klasse | Die Fähren der Evergreen-State-Klasse | Die Fähren der Evergreen-State-Klasse | Die Fähren der Evergreen-State-Klasse | Die Fähren der Evergreen-State-Klasse   |
| ------------------------------------- | ------------------------------------- | ------------------------------------- | ------------------------------------- | --------------------------------------- |
| Name                                  | IMO-Nummer                            | Stapellauf                            | Ablieferung                           | Verbleib                                |
| Evergreen State                       | 8836132                               | 1954                                  | November 1954                         | 2015 ausgemustert, in Langley aufgelegt |
| Klahowya                              | 8836209                               | ?                                     | 1958                                  | 2017 ausgemustert                       |
| Tillikum                              | 8836120                               | ?                                     | 1959                                  | in Fahrt                                |